# Abraxas (Band)
Abraxas war eine deutsche Progressive-Metal- und Power-Metal-Band, die 1985 in Mössingen in Baden-Württemberg gegründet wurde und etwa 1998 ihre Aktivitäten einstellte.

## Geschichte
Abraxas wurde 1985 von Bassist Jan Müller und Schlagzeuger Heiko Burst gegründet. Nach einigen An- und Abgängen verschiedener Musiker im Jahr 1988 nahm die Band ihr erstes Demo Vampire auf. Nach der Aufnahme des Demos fand Sänger Joachim Hittinger den Gitarristen Oliver Mindner, der zu diesem Zeitpunkt 15 Jahre alt war. Im April 1989 veröffentlichte die Band die EP Shattered by a Terrible Prediction in einer Auflage von 1.000 Exemplaren, die die Musiker bei ihren Konzerten verkauften und in Eigenregie vertrieben.
Bis Ende 1989 änderte sich die Zusammensetzung: Es gab in Stephan Rohner einen neuen, zweiten Gitarristen und neuerdings auch einen Keyboarder: Andreas Hittinger, Joachims Bruder. Im Juni 1990 waren die Stimmprobleme von Joachim Hittinger so massiv, dass ihm die Ärzte rieten, aufzuhören. Deshalb verpflichtete die Band für die Fertigstellung des brachliegenden Albums den Sänger Chris Klauke, der zuvor in der Hamburger Metal-Band Mania spielte. Im Dezember desselben Jahres wurde ein neues Demo-Tape, Gates to Eden, veröffentlicht. Im Jahr 1991, und zwar wieder im Dezember, wurde das preisgekrönte Demo Signs nachgeschoben. Im Dezember 1992 erreichte Abraxas den dritten Platz des deutschlandgrößten Rock-Nachwuchsfestivals der Rockfabrik Ludwigsburg, zuvor war es im März sogar der erste Platz beim Festival junger Künstler in Reutlingen. Im September 1993 veröffentlichte die Gruppe mit The Liaison ihr erstes Studio-Album, welches zuerst in Japan erschien. Nachdem gleich drei europäische Plattenverträge nicht zustande gekommen waren (zweimal konkursbedingt), wurde es schließlich im Februar 1998 vom frisch gegründeten Label LMP – Limb Music Products & Publishing (Hamburg) unter dem neuen Namen Tomorrow’s World und komplett neuem Coverdesign sowie drei Bonustiteln veröffentlicht. Siggi Maier hatte die Zeit, in der es für Abraxas nicht rund lief, mit einer Anstellung bei Stormwitch überbrückt. Als das Album in den Metal-Magazinen besprochen wurde, war noch nichts von einer Auflösung bekannt, im Gegenteil, das Rock Hard war gespannt, wie sich die Band entwickeln würde. Dennoch gab es daraufhin kein Lebenszeichen mehr. Maier und Burst tauchten Jahre später bei We are Legend wieder auf. Klauke ging nach Berlin und schloss sich Steam an, dann wechselte er 2007 zu Project X.

## Stil
Das Online-Magazin Underground Empire nannte den Stil „Melody’n'Power“ beziehungsweise „melodischen Power Metal“. Letztere Bezeichnung wählte auch Frank Trojan im Rock Hard. Er zog zum Vergleich Heavens Gate, Fair Warning und Helloween heran, relativierte dies jedoch, da Abraxas nur ansatzweise deren Klasse erreiche. In der Bandbiografie der Iron-Pages-Lexikon-Reihe fällt lediglich am Rande der Name Queensrÿche. Im Metal Hammer empfahl Andreas Schöwe die Band allen Hörern von Running Wild, Primal Fear und Gamma Ray.

## Diskografie

### Alben
- 1993: The Liaison
- 1998: Tomorrow’s World

### EP
- 1989: Shattered by a Terrible Prediction

### Demos
- 1988: Vampire
- 1990: Gates to Eden
- 1991: Signs